# 사우스브리지

일반적인 노스/사우스브리지 레이아웃

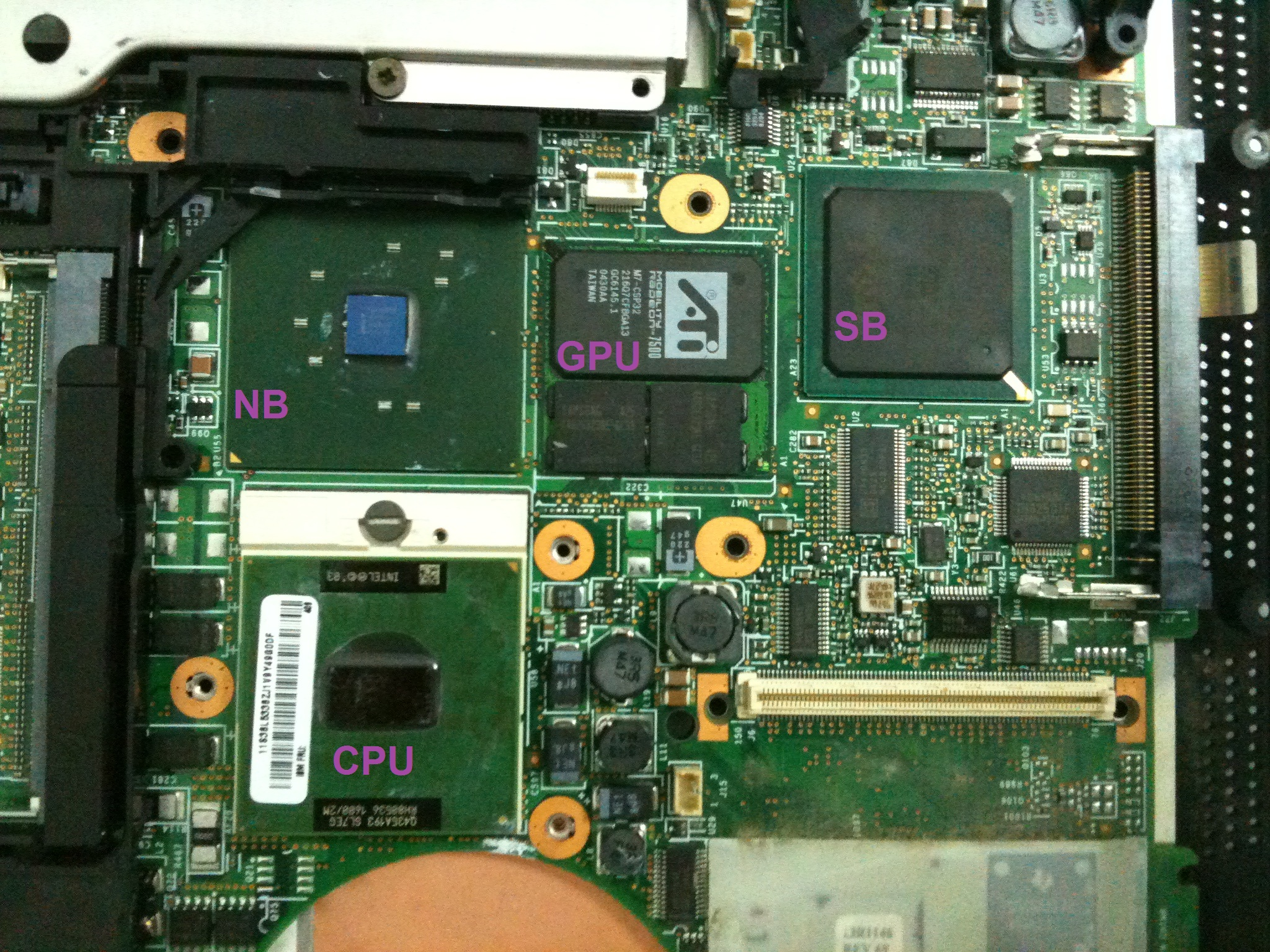
IBM T42 노트북 메인보드: CPU (중앙 처리 장치), NB (노스브리지), GPU (그래픽 처리 장치), SB (사우스브리지) 라벨이 붙어 있다.

컴퓨팅에서 사우스브리지(southbridge)는 개인용 컴퓨터에 역사적으로 사용된 메인보드의 전통적인 2부분 칩셋 아키텍처의 구성 요소이다. 이는 노스브리지와 함께 작동하여 중앙 처리 장치 (CPU)와 저속 주변 장치 인터페이스 간의 통신을 관리한다. 노스브리지는 일반적으로 RAM 및 GPU 인터페이스와 같은 고속 연결을 처리하는 반면, 사우스브리지는 저속 기능을 관리했다.
사우스브리지는 USB, 오디오, 펌웨어 (예: 바이오스 또는 UEFI), SATA, NVMe, 레거시 병렬 ATA와 같은 스토리지 인터페이스, 그리고 PCI, LPC, SPI와 같은 버스를 포함한 다양한 입출력 (I/O) 기능을 제어한다.
사우스브리지와 노스브리지 구성 요소는 종종 쌍으로 작동하도록 설계되었지만, 상호 운용성을 위한 보편적인 표준은 없었다. 1990년대와 2000년대 초반에는 일반적으로 PCI 버스를 통해 통신했으며, 최근 칩셋은 Direct Media Interface (인텔) 또는 PCI Express (AMD)를 사용한다.
인텔은 사우스브리지를 I/O 컨트롤러 허브 (ICH)라고 불렀으며, 나중에 플랫폼 컨트롤러 허브 (PCH)로 대체되었고, 이는 후기 아키텍처에서 CPU에 직접 연결되었다. 2010년대 중반 이후, 전통적인 2칩 설계는 사우스브리지 기능을 단일 칩셋 또는 CPU 자체에 통합하는 단일 칩 플랫폼 또는 시스템 온 칩 (SoC) 솔루션으로 대체되었다.

## 현재 상황
시스템 온 칩 (SoC) 프로세서의 확산으로 인해 최신 장치는 점점 더 노스브리지를 CPU 다이 자체에 통합하고 있다. 그 예로는 2011년에 출시된 인텔의 샌디브리지 및 AMD 퓨전 프로세서가 있다.
2008년 인텔 5 시리즈 칩셋과 함께 사우스브리지는 불필요해졌으며, 대신 플랫폼 컨트롤러 허브 (PCH) 아키텍처가 도입되었다. AMD도 2011년 첫 APU 출시와 함께 동일한 조치를 취했으며, PCH를 퓨전 컨트롤러 허브 (FCH)로 명명했다. 이는 2017년까지 AMD APU에서만 사용되었으나, AMD의 젠 아키텍처에 사용되기 시작하면서 FCH라는 이름은 없어졌다.
인텔 플랫폼에서는 모든 사우스브리지 기능과 나머지 I/O 기능이 Direct Media Interface (DMI)를 통해 CPU에 직접 연결된 PCH에 의해 관리된다. 인텔 저전력 프로세서 (하스웰-U 이상) 및 초저전력 프로세서 (하스웰-Y 이상)도 온패키지 PCH를 통합한다. 칩렛 설계를 기반으로 하는 AMD 라이젠 프로세서 또한 일부 USB 및 SATA/NVMe 인터페이스와 같은 일부 사우스브리지 기능을 통합했다.

## 어원
이 이름은 지도의 방식으로 아키텍처를 표현하는 것에서 유래했으며, 1991년 PCI 로컬 버스 아키텍처가 도입되면서 처음으로 그렇게 묘사되었다. 인텔에서 PCI 사양의 저자들은 PCI 로컬 버스를 PC 플랫폼 아키텍처의 중심(즉, 적도)에 있다고 보았다.
노스브리지는 CPU, 메모리/캐시 및 기타 성능에 중요한 기능을 지원하기 위해 PCI 버스 백본의 북쪽으로 확장된다. 마찬가지로 사우스브리지는 PCI 버스 백본의 남쪽으로 확장되며 디스크 인터페이스, 오디오 등과 같이 성능에 덜 중요한 I/O 기능으로 연결된다.
CPU는 지도의 맨 위, 정북에 위치한다. CPU는 그려진 대로 다른 시스템 장치 북쪽에 위치한 빠른 브리지(노스브리지)를 통해 칩셋에 연결된다. 노스브리지는 그려진 대로 다른 시스템 장치 남쪽에 위치한 느린 브리지(사우스브리지)를 통해 칩셋의 나머지 부분에 연결된다.
현재 PC 플랫폼 아키텍처는 PCI 버스 백본을 더 빠른 I/O 백본으로 대체했지만, 브리지 명명 규칙은 유지되고 있다.

## 기능

2007년에 제작된 메인보드 다이어그램으로, 여러 확장 슬롯과 함께 다양한 온보드 주변 장치 기능을 지원한다.

현대 사우스브리지에서 발견되는 기능은 다음과 같다:
- PCI 버스. 사우스브리지는 PCI-X 지원을 포함할 수도 있다.
- 주로 이더넷 및 NVMe를 위한 저속 PCIe 인터페이스.
- ISA 버스 또는 LPC 브리지. 최신 메인보드에서는 ISA 슬롯이 더 이상 제공되지 않는다. LPC 브리지는 슈퍼 I/O (PS/2 키보드 및 마우스, 병렬 포트, 직렬 포트, IR 포트 및 플로피 컨트롤러의 일반적인 연결)에 데이터 및 제어 경로를 제공한다.
- I2C 및 SMBus 컨트롤러.
- DMA 컨트롤러. 8237 DMA 컨트롤러는 CPU의 도움 없이 ISA 또는 LPC 장치가 주 기억 장치에 직접 접근할 수 있도록 한다.
- PIC 및 I/O APIC.
- SATA, M.2, 그리고 과거의 PATA와 같은 대용량 스토리지 인터페이스. 일반적으로 하드 드라이브 또는 SSD 연결을 허용한다.
- 실시간 시계.
- 프로그래머블 인터벌 타이머.
- 고정밀 이벤트 타이머.
- ACPI 컨트롤러 또는 APM 컨트롤러.
- 주로 펌웨어 (예: 바이오스/UEFI) 플래시 스토리지 접근에 사용되는 SPI 직렬 버스.
- 비휘발성 바이오스 메모리. 배터리 보조 전원에 의해 지원되는 시스템 CMOS (바이오스 구성 메모리)는 바이오스 구성 데이터를 위한 제한된 비휘발성 저장 영역을 생성한다.
- AC'97 또는 인텔 HD 오디오.
- USB 인터페이스.

선택적으로 사우스브리지는 이더넷, 와이파이, RAID, 선더볼트, 아웃 오브 밴드 관리에 대한 지원(온보드 개별 칩 또는 사우스브리지 통합)을 포함한다.

## 같이 보기
- 메모리 컨트롤러
- 노스브리지